# 空軍十字章 (アメリカ合衆国)
空軍十字章（Air Force Cross、AFC）は、アメリカ合衆国の勲章。アメリカ空軍及びアメリカ宇宙軍の軍人に授与される名誉勲章に次ぐ二番目の高位勲章であり、「武装した敵軍との戦闘において比類ない英雄的行為をした」空軍軍人又は宇宙軍軍人に授与される。この勲章は、アメリカ空軍及びアメリカ宇宙軍の軍人が名誉勲章には該当しないものの、並外れた英雄的行為があり、他の模範となる時に、その行為を表彰する目的で授与される。
空軍十字章は、アメリカ陸軍の殊勲十字章、海軍及び海兵隊の海軍十字章、沿岸警備隊の沿岸警備隊十字章と同等のものであり、空軍殊勲十字章と訳されることも多い。
1960年7月6日以前は、空軍の軍人であっても殊勲十字章を授与されていた。

## 概要

### 歴史
空軍十字章は、当初「殊勲十字章（空軍）」（Distinguished Service Cross (Air Force)）という名前で制定された。1947年9月にアメリカ空軍が独立した軍種となった時に提案され、空軍職員のエレノア・コックスによってデザインされ、アメリカ陸軍紋章研究所職員のトーマス・ハドソン・ジョーンズが最初の勲章を作成した。
現在の形での空軍十字章は1960年7月6日に公法86-593（Public Law 86-593）によって成立した合衆国法典第10編第8742条 10 U.S.C. § 8742によって制定された。公法86-593（Public Law 86-593）の合衆国法典第10編第8748条 10 U.S.C. § 8748、合衆国法典第10編第8749条 10 U.S.C. § 8749によって空軍十字章を制定し、合衆国法典第10編第8742条 10 U.S.C. § 8742、合衆国法典第10編第8744条 10 U.S.C. § 8744、合衆国法典第10編第8745条 10 U.S.C. § 8745によって、空軍十字章を殊勲十字章や海軍十字章を同等の十字章と位置づけた。1960年7月6日以前は、空軍の軍人であっても殊勲十字章を授与されていた。
空軍十字章を複数回受章した場合には、綬にオークの葉のクラスターを装着する。

### 受章条件
合衆国法典第10編第857章第8742条「空軍十字章の授与」
大統領は、空軍での地位を問わず、その奉仕する軍人が、名誉勲章の基準に満たないながらも、並外れた英雄的行為をした場合は、綬とメダルを備えた正当なデザインの空軍十字章を授与することができる。
- アメリカの敵に対して行動を起こしている時である。
- 敵対する外国勢力との武力行使を伴う戦闘作戦に従事している時である。
- アメリカの交戦国ではない相手国との武力紛争に従事する友好的な外国軍に従軍している時を含む[13][14]。

通常は、空軍十字章は、国防総省で挙行される正式な式典において空軍長官から授与される。

## デザイン
空軍十字章は、酸化サテンでメッキ加工された銅色の十字架で構成されている。十字架の中央には、金メッキ加工の空軍省の上で翼を広げるアメリカンハクトウワシが意匠され、緑色のエナメルで加工された月桂樹のリーフで囲まれている。勲章の裏面は空白で、受章者の階級の略称、名、ミドルネームのイニシャル、姓、所属の軍種を大文字で刻印することができる。
綬と略綬は、ブルーダニューブで、赤色で縁取られている。赤い縁取りの内側には、白い細い縦縞がある。また綬は、殊勲十字章のものと同様のデザインであり、中央のブルーがより明るいブルーダニューブであることを除き、この2つの勲章に密接な関係があることを示している。

## 受章
空軍十字章の最初の受章は、U-2パイロットのルドルフ・アンダーソン少佐であり、キューバ危機における並外れた英雄的行為に対し、死後に追贈された。
2017年10月現在、197人に対し合計202個の空軍十字章が授与されている。最初の受章は、1962年のキューバ危機における行動に対するものであり、その後、3つの空軍十字章が第二次世界大戦での行動に対し、遡及して授与された。ベトナム戦争での英雄的行為に対し180人に授与され、その直後の1975年、マヤグエース号事件における英雄的行為に対しては4人に授与された（なお、この授与に関してはベトナム戦争での授与に含まれる場合もある）。
1991年の湾岸戦争では2人に授与された。そのうちの一人は1993年、ソマリアのモガディシュの戦闘での英雄的行為に対して空軍パラレスキューマンだったティモシー・ウィルキンソンに対して授与されたものである。
アフガニスタン紛争でも多くの空軍十字章が授与されている。2002年のアナコンダ作戦での英雄的行為に対して3人に空軍十字章が授与されている。空軍パラレスキューマンのキーリー・ミラーとジェイソン・カニンガム、空軍戦闘管制官のジョン・A・チャップマン二等軍曹（死後、一等軍曹に特進）である。また、2008年4月6日のショク渓谷（Shok Valley）における英雄的行為に対し、空軍戦闘管制官のザカリー・ライナー三等軍曹（当時）に授与されている 。2013年12月10日のカンダハール州における英雄的行為に対しては、空軍パラレスキューマンのイヴァン・ルイス一等軍曹に授与されている。
2017年10月17日には、2016年11月2日のクンドゥーズ州でのターリバーンに対する英雄的行為で、リチャード・ハンター三等軍曹に空軍十字章が授与された 。
2017年4月20日、クリス・バラダット三等軍曹に、2013年4月6日のクナル州ソノ渓谷での英雄的行為に対して空軍十字章を授与された。当時、クリス・バラダット三等軍曹は第21遠征特別戦術飛行隊のQRF戦闘管制官を務めていた。
50人の受章者は、死後に追贈されたものであり、そのうち30人は作戦行動中行方不明者である。また、そのうち24人は下士官であり、12人のパラレスキューマンを含んでいる。
17人の空軍士官学校卒業生も空軍十字章を授与されている。また13人に対しては、捕虜としての授与である。
以下の4名は、2回以上、空軍十字章を受章している。
- ジェームズ・H・カスラー大佐（3回受章）
- ジョン・A・ドラメシ大佐（2回受章）
- リーランド・T・ケネディ大佐（2回受章）
- ジェームズ・ロビンソン准将（2回受章）

## 主な受章者

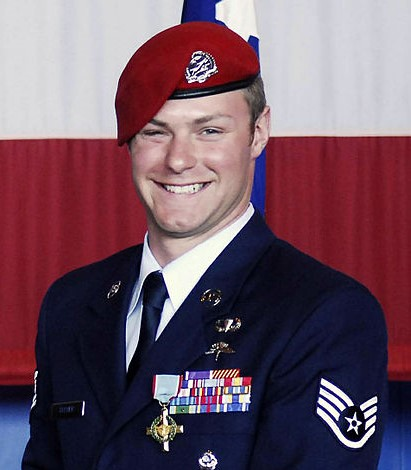
マイケル・ブルース・ドンリー空軍長官から空軍十字章を授与されるザカリー・ライナー三等軍曹

- ルドルフ・アンダーソン (Rudolph Anderson)：少佐。キューバ危機での功績に対して死後追贈された最初の受章者。
- チャールズ・G・ボイド (Charlie L. Brown)：大将。ベトナム戦争時代の捕虜。7年間にわたり捕虜となり、捕虜経験者として初めて大将に昇りつめた。
- チャーリー・L・ブラウン (Charles G. Boyd)：中佐。第二次世界大戦での功績に対し遡及して受章した3人のうち1人。空軍の前身であるアメリカ陸軍航空軍に勤務。
- ジョン・A・チャップマン (John A. Chapman)：一等軍曹。アフガニスタン紛争におけるタクール・ガールの戦いでの功績に対して死後追贈。後に名誉勲章に格上げ。
- ギャリー・G・クーパー (Garry G. Cooper)：オーストラリア空軍大尉。ベトナム戦争にアメリカ空軍第19戦術航空支援飛行隊に前線航空管制官として配属。任務中に観測ヘリコプターが撃墜されたのにもかかわらず負傷した旅団長を救出した。唯一、空軍十字章をアメリカ軍人以外で受章した[22]。
- ジョージ・E・バド・デイ (Bud Day)：大佐。ベトナム戦争における捕虜。名誉勲章授章者。
- チャールズ・B・チャック・デベルビュー (Charles B. DeBellevue)：大尉。F-4のエース兵器システム士官。ベトナム戦争において、最多となる6機のMiG戦闘機を撃墜した。
- ジョン・A・ドラメシ (John A. Dramesi)：大佐。ベトナム戦争捕虜。エドウィン・アッターベリー（Edwin Atterberry）と共に捕虜収容所ハノイヒルトンから唯一の組織的脱出を指揮した。今日において、生存して空軍十字章を受章した最後の例。
- アーバン・L・ドリュー (Urban L. Drew)：少佐。第二次世界大戦での功績に対し遡及して受章した3人のうち1人。空軍の前身であるアメリカ陸軍航空軍に勤務。
- リチャード・エッチバーガー (Richard Etchberger)：最上級曹長。リマ・サイト85の戦いで戦死したアメリカ空軍の軍人。後に名誉勲章に格上げ。
- ジョン・P・フリン (John P. Flynn)：少将。ベトナム戦争の戦闘機パイロットで捕虜。
- デュアン・D・ハックニー (Duane D. Hackney)：一等兵。ベトナム戦争での勇敢さに対して空軍十字章を授与されたパラレスキューマン。
- ポール・ジョンソン (Paul Johnson)：少将。湾岸戦争のA-10パイロット。敵の背後に墜落した味方パイロットの救出を支援。
- ジェームズ・H・カスラー (James H. Kasler)：中佐。ベトナム戦争の戦闘機パイロットで捕虜。空軍十字章を3回授与された唯一の受章者。
- リーランド・T・ケネディ (Leland T. Kennedy)：大尉。ベトナム戦争の救助ヘリコプターパイロット。空軍十字章を2回授与。
- ロビン・オールズ (Robin Olds)：准将。第二次世界大戦とベトナム戦争の戦闘機パイロット。合計17機を撃墜したトリプル・エース・パイロット。
- ラルフ・パー (Ralph Parr)：大佐。朝鮮戦争の戦闘機パイロット。エース・パイロットで、殊勲十字章も受章している。
- ウィリアム・H・ピッセンバーガー (William H. Pitsenbarger)：上等兵。パラレスキューマンの下士官として初の受章者。後に名誉勲章に格上げ。
- ザカリー・ライナー (Zachary Rhyner)：一等軍曹。パラレスキューマンの下士官として初の受章者。後に名誉勲章に格上げ。アフガニスタン紛争におけるショク渓谷の戦いで活躍した戦闘管制官。
- カール・W・リヒター (Karl W. Richter)：中尉。ベトナム戦争で戦死した戦闘機パイロット。
- ジェームズ・ロビンソン・リスナー (James Robinson Risner)：中佐。ベトナム戦争の戦闘機パイロットで捕虜。生存者として初の受章者。空軍十字章を2回授与。
- リチャード・スティーブン・リッチー (Richard Stephen Ritchie)：少佐。ベトナム戦争の戦闘機パイロット。エース・パイロットで、准将として退役。
- デール・E・ストーバル (Dale E. Stovall)：大尉。ベトナム戦争で北ベトナムからロジャー・ローチャーを救出したヘリコプターパイロット。最も遠くまで飛行したヘリコプターパイロット。准将として退役。
- ロバート・ホワイト ( Robert M. White)：大佐。X-15のテストパイロットで、F-105の試験飛行責任者。